# Alagoano (Alagoas állam) labdarúgó-bajnokság (első osztály)
A Campeonato Alagoano de Futebol, azaz a Alagoano bajnokság, Alagoas állam professzionális labdarúgó bajnoksága, amit 1927-ben hoztak létre. A bajnokságban 10 csapat érdekelt és két körből áll. Az első körben 8 csapat mérkőzik egyszer egymással, majd az első négy helyezett egyenes kieséses rendszerben játszik tovább a Copa Alagoas trófeáért. A második körben kiegészülnek a csapatok az előző év bajnoki döntőseivel és két csoportra osztva, a továbbiakban kétszer mérkőznek egymással. Az utolsó két helyezett kiesik és a 2ª Divisão-ban folytatja a következő évben, míg a csoportok első négy helyezett csapata a rájátszásban, kieséses alapon dönt a bajnoki cím sorsáról. Az állami bajnokság győztese nem kvalifikálja magát az országos bajnokságba, viszont a CBF feljuttathat csapatokat.

## Az eddigi győztesek

### Amatőr időszak
| Év   | Bajnok                   | Második                                |
| ---- | ------------------------ | -------------------------------------- |
| 1927 | CRB (1) (Maceió)         | CSA (Maceió)                           |
| 1928 | CSA (1) (Maceió)         | CRB (Maceió)                           |
| 1929 | CSA (2) (Maceió)         | Vera Cruz                              |
| 1930 | CRB (2) (Maceió)         | CSA (Maceió)                           |
| 1931 | nem rendezték meg        | nem rendezték meg                      |
| 1932 | nem rendezték meg        | nem rendezték meg                      |
| 1933 | CSA (3) (Maceió)         | Nordeste (Maceió)                      |
| 1934 | nem rendezték meg        | nem rendezték meg                      |
| 1935 | CSA (4) (Maceió)         | CRB (Maceió)                           |
| 1936 | CSA (5) (Maceió)         | Nordeste (Maceió)                      |
| 1937 | CRB (3) (Maceió)         | Nordeste (Maceió)                      |
| 1938 | CRB (4) (Maceió)         | CSA (Maceió)                           |
| 1939 | CRB (5) (Maceió)         | CSA (Maceió)                           |
| 1940 | CRB (6) (Maceió)         | CSA (Maceió)                           |
| 1941 | CSA (6) (Maceió)         | CRB (Maceió)                           |
| 1942 | CSA (7) (Maceió)         | CRB (Maceió)                           |
| 1943 | nem rendezték meg        | nem rendezték meg                      |
| 1944 | CSA (8) (Maceió)         | CRB (Maceió)                           |
| 1945 | Santa Cruz (1) (Maceió)  | América (Maceió)                       |
| 1946 | Barroso (1) (Maceió)     | CRB (Maceió)                           |
| 1947 | Alexandria (1) (Maceió)  | Barroso (Maceió)                       |
| 1948 | Santa Cruz (2) (Maceió)  | CRB (Maceió)                           |
| 1949 | CSA (9) (Maceió)         | CRB (Maceió)                           |
| 1950 | CRB (7) (Maceió)         | Barroso (Maceió)                       |
| 1951 | CRB (8) (Maceió)         | Ferroviário (Maceió)                   |
| 1952 | CSA (10) (Maceió)        | Ferroviário (Maceió)                   |
| 1953 | ASA (1) (Arapiraca)      | Ferroviário (Maceió)                   |
| 1954 | Ferroviário (1) (Maceió) | 29 de Setembro (São Miguel dos Campos) |
| 1955 | CSA (11) (Maceió)        | CRB (Maceió)                           |
| 1956 | CSA (12) (Maceió)        | Ferroviário (Maceió)                   |
| 1957 | CSA (13) (Maceió)        | ASA (Arapiraca)                        |
| 1958 | CSA (14) (Maceió)        | CRB (Maceió)                           |
| 1959 | Capelense (1) (Capela)   | CRB (Maceió)                           |
| 1960 | CSA (15) (Maceió)        | Capelense (Capela)                     |
| 1961 | CRB (9) (Maceió)         | Capelense (Capela)                     |
| 1962 | Capelense (2) (Capela)   | Estivadores (Maceió)                   |
| 1963 | CSA (16) (Maceió)        | CRB (Maceió)                           |
| 1964 | CRB (10) (Maceió)        | CSA (Maceió)                           |
| 1965 | CSA (17) (Maceió)        | Capelense (Capela)                     |
| 1966 | CSA (18) (Maceió)        | Penedense (Penedo)                     |
| 1967 | CSA (19) (Maceió)        | ASA (Arapiraca)                        |
| 1968 | CSA (20) (Maceió)        | CRB (Maceió)                           |
| 1969 | CRB (11) (Maceió)        | CSA (Maceió)                           |
| 1970 | CRB (12) (Maceió)        | ASA (Arapiraca)                        |
| 1971 | CSA (21) (Maceió)        | CRB (Maceió)                           |
| 1972 | CRB (13) (Maceió)        | CSA (Maceió)                           |
| 1973 | CRB (14) (Maceió)        | CSA (Maceió)                           |
| 1974 | CSA (22) (Maceió)        | CRB (Maceió)                           |
| 1975 | CSA (23) (Maceió)        | CRB (Maceió)                           |
| 1976 | CRB (15) (Maceió)        | CSA (Maceió)                           |
| 1977 | CRB (16) (Maceió)        | CSE (Palmeira dos Índios)              |
| 1978 | CRB (17) (Maceió)        | CSA (Maceió)                           |
| 1979 | CRB (18) (Maceió)        | ASA (Arapiraca)                        |
| 1980 | CSA (24) (Maceió)        | CRB (Maceió)                           |
| 1981 | CSA (25) (Maceió)        | CRB (Maceió)                           |
| 1982 | CSA (26) (Maceió)        | CRB (Maceió)                           |
| 1983 | CRB (19) (Maceió)        | CSA (Maceió)                           |
| 1984 | CSA (27) (Maceió)        | CRB (Maceió)                           |
| 1985 | CSA (28) (Maceió)        | CRB (Maceió)                           |
| 1986 | CRB (20) (Maceió)        | CSA (Maceió)                           |
| 1987 | CRB (21) (Maceió)        | CSE (Palmeira dos Índios)              |
| 1988 | CSA (29) (Maceió)        | São Domingos (Maceió)                  |
| 1989 | Capelense (3) (Capela)   | CSA (Maceió)                           |
| 1990 | CSA (30) (Maceió)        | Comercial (Viçosa)                     |
| 1991 | CSA (31) (Maceió)        | ASA (Arapiraca)                        |
| 1992 | CRB (22) (Maceió)        | Ipanema (Santana do Ipanema)           |
| 1993 | CRB (23) (Maceió)        | CSA (Maceió)                           |
| 1994 | CSA (32) (Maceió)        | CRB (Maceió)                           |
| 1995 | CRB (24) (Maceió)        | CSA (Maceió)                           |
| 1996 | CSA (33) (Maceió)        | CRB (Maceió)                           |

### Professzionális időszak
| Év   | Bajnok                   | Második                            |
| ---- | ------------------------ | ---------------------------------- |
| 1997 | CSA (34) (Maceió)        | CRB (Maceió)                       |
| 1998 | CSA (35) (Maceió)        | CRB (Maceió)                       |
| 1999 | CSA (36) (Maceió)        | Miguelense (São Miguel dos Campos) |
| 2000 | ASA (2) (Arapiraca)      | CSA (Maceió)                       |
| 2001 | ASA (3) (Arapiraca)      | CSA (Maceió)                       |
| 2002 | CRB (25) (Maceió)        | CSA (Maceió)                       |
| 2003 | ASA (4) (Arapiraca)      | CRB (Maceió)                       |
| 2004 | Corinthians (1) (Maceió) | Coruripe (Coruripe)                |
| 2005 | ASA (5) (Arapiraca)      | Coruripe (Coruripe)                |
| 2006 | Coruripe (1) (Coruripe)  | CSA (Maceió)                       |
| 2007 | Coruripe (2) (Coruripe)  | Corinthians (Maceió)               |
| 2008 | CSA (37) (Maceió)        | ASA (Arapiraca)                    |
| 2009 | ASA (6) (Arapiraca)      | Corinthians (Maceió)               |
| 2010 | Murici (1) (Murici)      | ASA (Arapiraca)                    |
| 2011 | ASA (7) (Arapiraca)      | Coruripe (Coruripe)                |
| 2012 | CRB (26) (Maceió)        | ASA (Arapiraca)                    |
| 2013 | CRB (27) (Maceió)        | CSA (Maceió)                       |
| 2014 | Coruripe (3) (Coruripe)  | CRB (Maceió)                       |
| 2015 | CRB (28) (Maceió)        | Coruripe (Coruripe)                |
| 2016 | CRB (29) (Maceió)        | CSA (Maceió)                       |
| 2017 | CRB (30) (Maceió)        | CSA (Maceió)                       |
| 2018 | CSA (38) (Maceió)        | CRB (Maceió)                       |

## Legsikeresebb csapatok
| Csapat      | Város     | Bajnok |
| ----------- | --------- | --- |
| CSA         | Maceió    | 38 (1928, 1929, 1933, 1935, 1936, 1941, 1942, 1944, 1949, 1952, 1955, 1956, 1957, 1958, 1960, 1963, 1965, 1966, 1967, 1968, 1971, 1974, 1975, 1980, 1981, 1982, 1984, 1985, 1988, 1990, 1991, 1994, 1996, 1997, 1998, 1999, 2008, 2018) |
| CRB         | Maceió    | 30 (1927, 1930, 1937, 1938, 1939, 1940, 1950, 1951, 1961, 1964, 1969, 1970, 1972, 1973, 1976, 1977, 1978, 1979, 1983, 1986, 1987, 1992, 1993, 1995, 2002, 2012, 2013, 2015, 2016, 2017)                                                 |
| ASA         | Arapiraca | 7 (1953, 2000, 2001, 2003, 2005, 2009, 2011) |
| Coruripe    | Coruripe  | 3 (2006, 2007, 2014) |
| Capelense   | Capela    | 3 (1959, 1962, 1989) |
| Santa Cruz  | Maceió    | 2 (1945, 1948) |
| Ferroviário | Maceió    | 1 (1954) |
| Corinthians | Maceió    | 1 (2004) |
| Barroso     | Maceió    | 1 (1946) |
| Murici      | Murici    | 1 (2010) |
| Alexandria  | Maceió    | 1 (1930) |